# Fiat 514
Fiat 514 är en personbil, tillverkad av den italienska biltillverkaren Fiat mellan 1929 och 1932.
514 ersatte de äldre fyrcylindriga modellerna från 1929. Bilen fanns i ett längre utförande, 514 L, avsett för taxi-bruk och lätta lastbilar. Dessutom fanns sportversionerna S och MM.
Tillverkningen uppgick till 37 000 exemplar.

## Motorer
| Modell | Årsmodell | Motor             | Cylindervolym | Effekt | Bränslesystem   |
| ------ | --------- | ----------------- | ------------- | ------ | --------------- |
| 514    | 1929-32   | 4-cyl radmotor sv | 1438 cm³      | 28 hk  | Enkel förgasare |
| 514 S  | 1921-26   | 4-cyl radmotor sv | 1438 cm³      | 35 hk  | Enkel förgasare |
| 514 MM | 1921-26   | 4-cyl radmotor sv | 1438 cm³      | 37 hk  | Enkel förgasare |